# Amasya
Amasya (en griego, Ἀμάσεια, antiguamente Amaseia) es el distrito administrativo de la provincia de Amasya, al norte de Turquía. Tiene una población de 201.331 habitantes (2007).
Amasya está situada en las montañas que se alzan sobre la costa del mar Negro, en un estrecho valle a lo largo de las orillas del río Yeşil. A pesar de su cercanía al Mar Negro, la zona se encuentra a gran altitud, por lo que el clima es de interior, favoreciendo la producción de manzanas por la que es conocida la región.
En la antigüedad, Amaseia era una ciudad fortificada ubicada en una montaña sobre el río. Ha sido capital provincial durante mucho tiempo, cuna de reyes y príncipes, artistas, científicos, poetas y pensadores, desde los reyes de Ponto, pasando por el geógrafo Estrabón, hasta numerosas generaciones de la dinastía imperial otomana. También fue escenario de un importante periodo en la vida de Atatürk. Con sus casas de madera del periodo otomano y las tumbas excavadas en las montañas de los reyes de Ponto, Amasya es un lugar atractivo para el turismo.

## Etimología

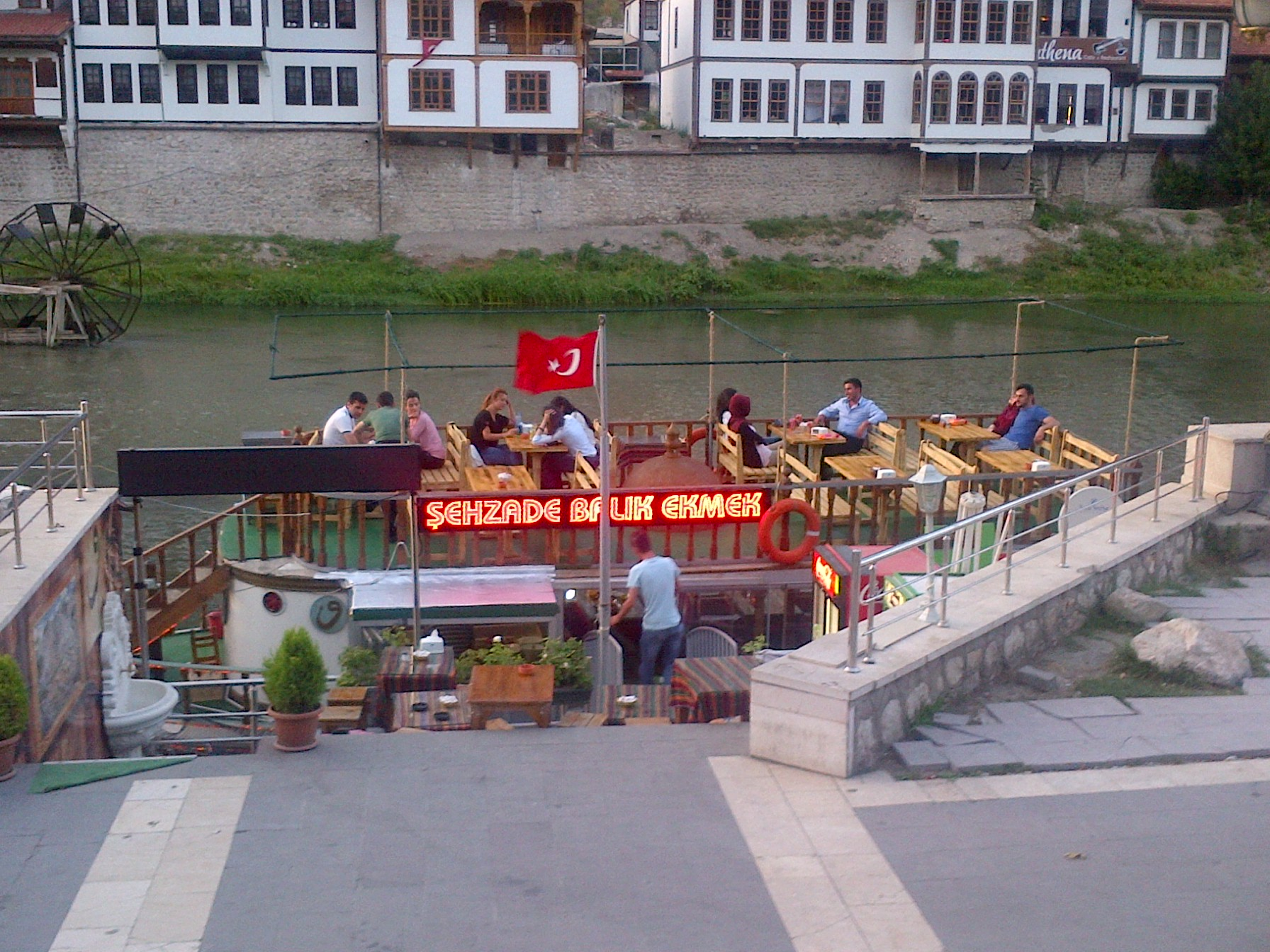
Balık-ekmek sobre una lancha a la orilla del río Yeşilırmak.

Según Estrabón, el nombre de Amasya proviene de las amazonas, quienes se pensaba que vivían en la región. El nombre no ha variado mucho con el paso del tiempo: Αμάσεια, Amaseia, Amasea, Amassia y Amasia, todos ellos acuñados en monedas griegas y romanas. Tras la llegada de los turcos, el nombre cambió a Amasya.

## Geografía
Situada entre el Mar Negro y el interior de Anatolia, en una región de fértiles llanuras regadas por los ríos Tersakan, Çekerek y Yeşil, Amasya descansa en un estrecho valle rodeada por precipicios y cumbres de las montañas de Canik y Pontus.
La mayor parte de la ciudad se encuentra en la orilla sur del río, conectada a la otra mediante cinco puentes. Las verticales paredes de las montañas han obligado a que la ciudad se extienda a lo largo de uno de los recodos del río.

## Historia

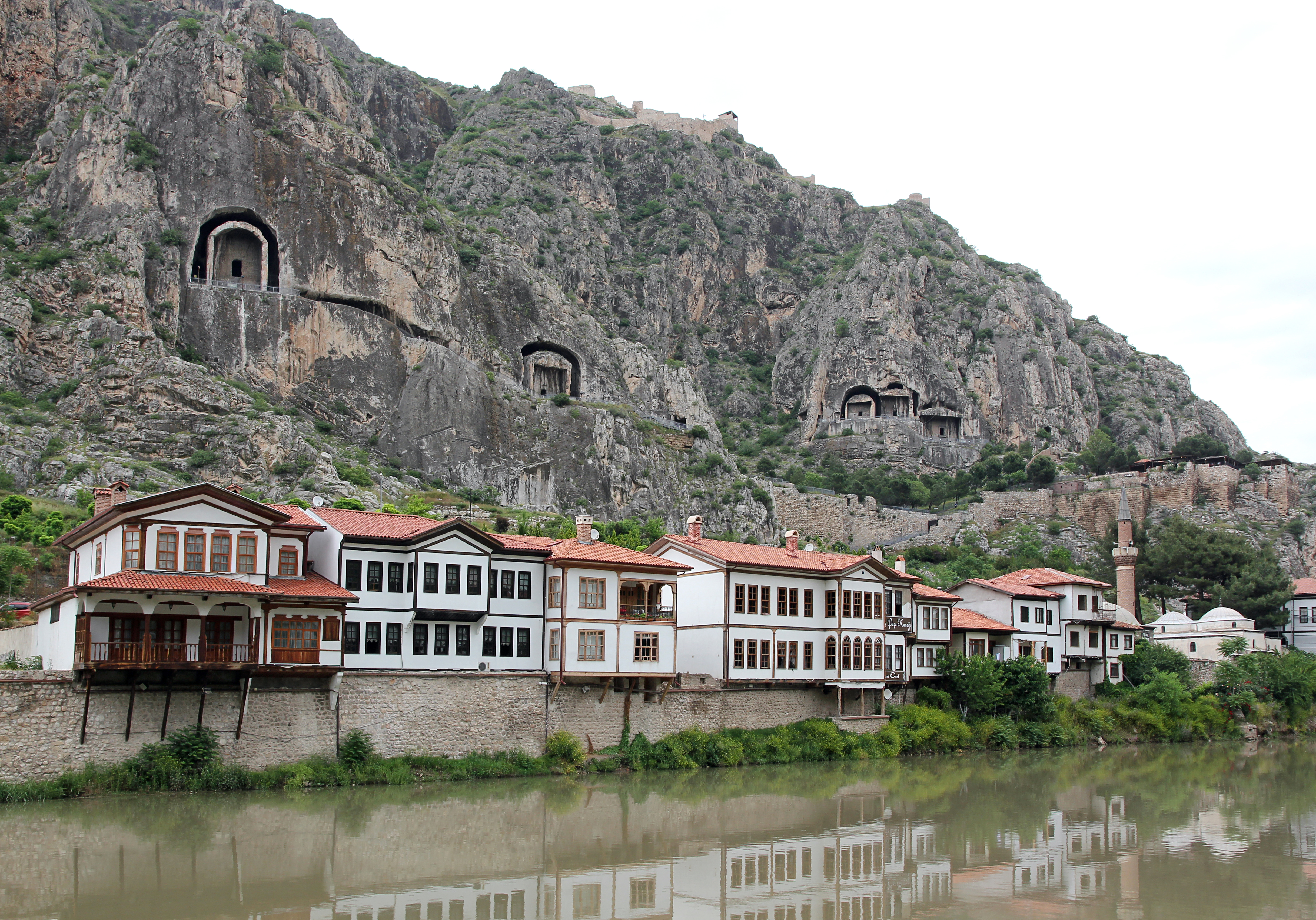
Casas otomanas y tumbas pónticas excavadas en la roca.

Su ubicación en el valle la convierte en una fortaleza fácil de defender, por lo que ha tenido una historia destacada.

### Periodo helenístico
Fue la capital del reino del Ponto desde el año 333 a. C. hasta el 26 a. C. En el año 183 a. C., la ciudad fue colonizada por ciudadanos helenos. Actualmente se conservan importantes ruinas, entre las que destacan las tumbas reales de Ponto excavadas en la roca.

### Periodo Romano-Bizantino
Amaseia fue conquistada por Lucio Licinio Lúculo en el año 70 a. C. y Cneo Pompeyo Magno la convirtió en ciudad libre y centro administrativo de la nueva provincia de Bitinia y Ponto. En ese momento, Amaseia se encontraba en su época dorada, con numerosos pensadores, escritores y poetas; uno de ellos, Estrabón, dejó una completa descripción de cómo era Amaseia entre los años 60 a. C. y 70 a. C. Con los romanos, recibió los títulos de "Metrópoli" y "Primera ciudad" en el siglo II a. C. Tras la división del Imperio romano por parte del emperador Diocleciano, la ciudad pasó a formar parte del Imperio romano de Oriente. En aquella época, la lengua mayoritaria de la población era el griego.

### Primeros gobernantes turcos
En el año 1075, tras 700 años de dominio bizantino, Amasya fue conquistada por los emires danisméndidas turcomanos. Se convirtió en la capital hasta que el gobernante selyúcida Kilij Arslan I la anexionó. Con los selyúcidas y los iljanes, se convirtió en un centro cultural islámico. Aún se conservan madrasas, mezquitas y tumbas de este periodo, entre otras construcciones.

### Los otomanos
Una vez incorporada al Imperio otomano por el sultán Beyazid I, Amasya ganó importancia como centro de aprendizaje, ya que se enviaban aquí a los descendientes de los gobernantes otomanos. Como parte de la preparación, recibían el cargo y la responsabilidad de gobernador de Amasya. A partir de Beyazid I, los futuros sultanes desde el siglo XIV hasta Murat III en el siglo XVI fueron educados en la ciudad.
En este periodo, la población de Amasya era muy diferente de la de la mayoría de las ciudades del Imperio, debido a su papel en la formación de futuros sultanes y la educación sobre las diferentes naciones del Imperio. Cada millet (comunidad confesional) estaba representado en un pueblo diferente de Amasya, como el pueblo póntico, el armenio, el bosnio, el tártaro, el turco, el árabe, el kurdo, etc.

### Guerra de Independencia Turca
En 1919, tuvieron lugar en Amasya las últimas reuniones de planificación de Mustafa Kemal Atatürk para crear un ejército turco que ayudase a establecer la República de Turquía tras la desaparición del Imperio otomano al final de la Primera Guerra Mundial. Fue aquí desde donde Atatürk anunció el inicio de la Guerra de Independencia Turca mediante la Circular de Amasya.

### República de Turquía
Con la fundación de la República, la población griega de Amasya fue sustituida por turcos de Grecia durante el intercambio de población que se produjo entonces.

## Amasya en la actualidad
La provincia de Amasya es conocida por la producción de manzanas de gran calidad, tabaco y semillas de amapola. También destaca la minería, la industria textil y la fabricación de hormigón. Amasya es una ciudad atractiva y bien conservada. Las tiendas locales dependen en gran medida del turismo y la base militar de la zona. La línea de ferrocarril de Sivas a Samsun pasa por Amasya, con parada en una estación que data de la época otomana.
Existen numerosos bares y cafeterías, así como algunos restaurantes. La gastronomía local incluye la especialidad toyga çorbası, una sopa con yogur que se bebe caliente o fría. También destacan la repostería con semillas de amapola y el té.

## Lugares de interés

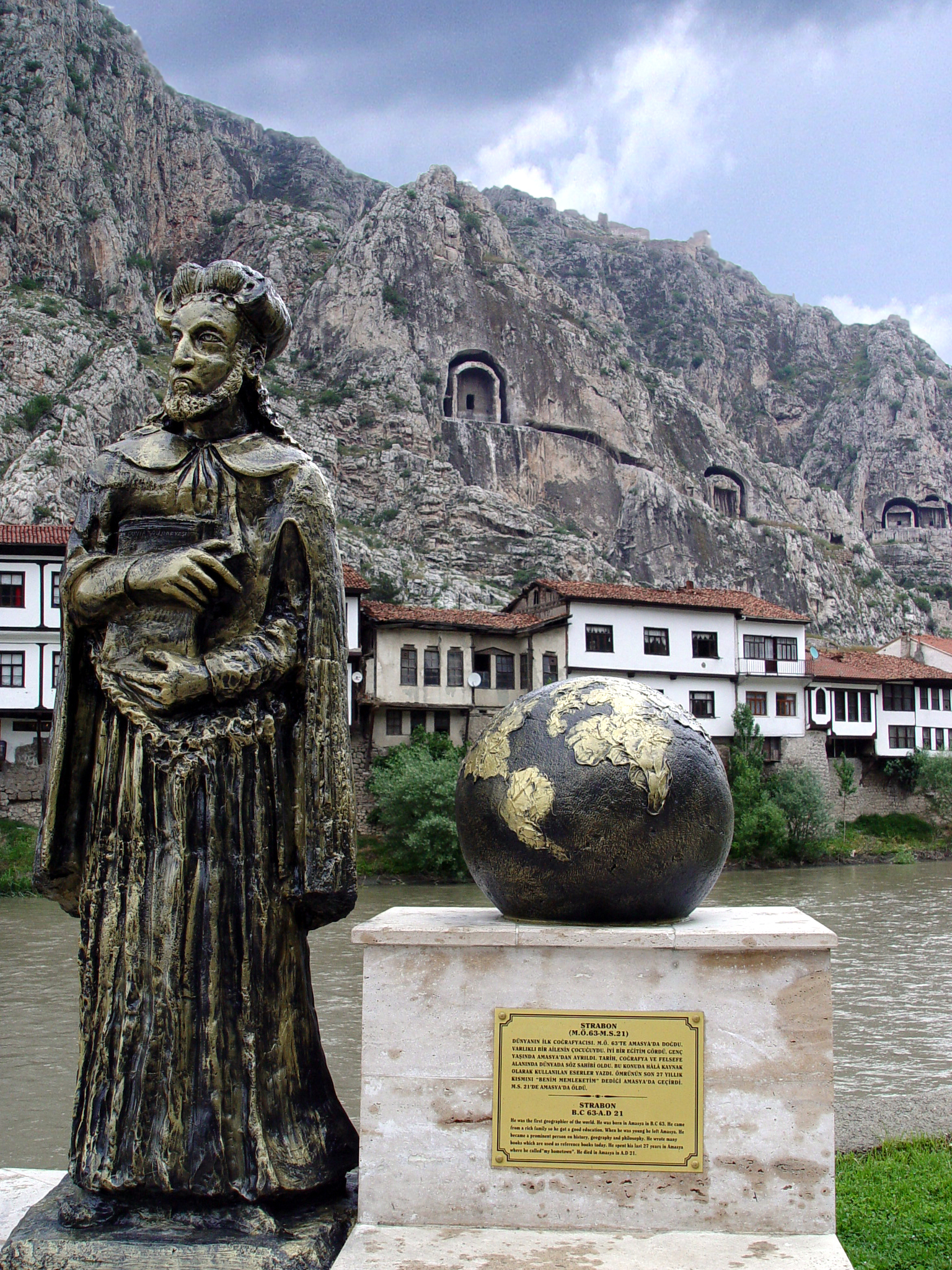
Estrabón fue un geógrafo, filósofo e historiador griego de Amasya.

- Sobre la roca de Harşena se encuentran las ruinas del palacio real y las tumbas de los reyes del Ponto.
- Harsene Kalesi, ruinas de la fortificación nombrada por Estrabón y reconstruida en gran parte durante la Edad Media. También se alza sobre un promontorio. En el distrito de Nerkis, se encuentran los restos de otro castillo, Enderun Kalesi.
- La ciudad conserva numerosos edificios valiosos histórica y arquitectónicamente, entre los que se emcuentran el acueducto de Ferhat, la mezquita Seljuk Burmali (siglo XIII), el hospital psiquiátrico iljano de Bimarhane (siglo XIV), la tumba del estudioso Pir Ilyas (siglo XV) y la mezquita de Yildirim Beyazit, del siglo XV. Debido a la situación de Amasya, los numerosos terremotos que se han producido a lo largo de la historia han dañado muchos monumentos.
- Existen diferentes mansiones tradicionales otomanas, algunos de los mejores ejemplos de la arquitectura nacional turca. Se ha restaurado cuidadosamente Hazeranlar Konağı, que data del siglo XIX y cuenta con una pequeña galería de arte y un museo etnográfico. También se están restaurando otras casas de madera y habilitándolas como hoteles o pensiones.
- El Museo Arqueológico de Amasya cuenta con una gran colección de objetos de la antigüedad, entre las que se encuentran las momias de los gobernantes iljanos de Amasya.
- Diferentes tumbas de santos musulmanes (en turco, yatır) de las que se dice que emanan poderes curativos.
- El lago Borabay (a 65 km al noreste de Amasya, en el distrito de Taşova) es una masa de agua atrapada por un corrimiento de tierras. Normalmente acude gente a pescar (especialmente trucha), hacer pícnic y practicar deportes. También destacan el embalse de Yedikir y el Parque nacional de Omarca.

## Gente notable
- Estrabón (c. 63 a. C.-c. 19), geógrafo e historiador.
- San Teodoro de Amasea, que murió en el año 306 y llegó a ser el primer santo patrón de Venecia.
- Léon Tutundjian (1905-1968), artista.
- Mahmut Demir, luchador, campeón olímpico, del mundo y de Europa.
- Hamit Kaplan, luchador, campeón olímpico y del mundo.
- Özkan Yalçın, escritor; siguiendo los pasos de Ahmet Hamdi Tanpinar y su obra Beş Şehir (en español, Cinco Ciudades), y de Ahmet Turan Alkan y su 6th City (en español, Sexta Ciudad), escribió una séptima sobre Amasya.
- Yağmur Yüksel, actriz turca que se dio a conocer por la serie Kan Çiçekleri.